# Suchoi UTB-2
Die sowjetische Suchoi UTB-2 (russisch Сухой УТБ-2) war ein militärisches Schulflugzeug kurz nach Ende des Zweiten Weltkrieges. Sie diente hauptsächlich zur Ausbildung von Bomberbesatzungen. Die Bezeichnung UTB steht für Utschebno Trenirowotschny Bombardirowschtschik (Учебно-тренировочный бомбардировщик), Schul- und Übungsbomber.

## Entwicklung
Konstruktionsziel war es, ein billig herzustellendes Flugzeug zu entwickeln, welches auch von unerfahrenen Piloten leicht zu fliegen sein sollte. Den Entwicklungsauftrag erhielt das OKB Suchoi. Die Entwurfsarbeiten begannen 1946. Um Zeit zu sparen, orientierte man sich an dem schon im Einsatz stehenden Bombenflugzeug Tupolew Tu-2, von dem fast alle Baugruppen wie Flügel, Leitwerk und das Rumpfheck übernommen wurden. Neu waren die Triebwerksgondeln, da schwächere ASch-21 Motoren von Schwezow verwendet wurden. Der Bombenschacht entfiel völlig, die Übungsbomben wurden an Befestigungen unter dem Rumpf mitgeführt.
Verändert wurde auch die vordere Rumpfsektion. Damit Fluglehrer und Schüler nebeneinander Platz finden konnten, musste der Bug verbreitert werden, was zu einer beulenförmigen Ausbuchtung führte. Ein dritter Platz war für einen Navigationsschüler hinter den beiden vorderen Sitzen vorgesehen. Zur besseren Sicht erhielt die Nase eine großzügigere Verglasung.
Schon 1947 konnten die Konstruktionsarbeiten abgeschlossen werden und die im Gegensatz zur Tu-2 um 4000 Kilogramm leichtere UTB-2 startete zu ihrem Erstflug. Die Erprobung verlief problemlos und die Produktion lief kurz darauf an. Bis zu ihrer Einstellung Ende der 1940er Jahre wurden 176 UTB-2 in 16 Serien hergestellt bei ursprünglich 520 geplanten.
Zusätzlich zu ihrer ursprünglichen Aufgabe als Übungsbomber wurde die UTB-2 noch als Schleppflugzeug von Luftzielen und im zivilen Bereich zur Ausbildung von Piloten von mehrmotorigen Passagier- und Transportflugzeugen eingesetzt. Polens Luftstreitkräfte, welche zu dieser Zeit Tu-2-Bomber in ihrem Bestand hatten, erhielten ebenfalls die UTB-2.

## Beschreibung
Die UTB-2 war ein freitragender Mitteldecker in Ganzmetall-Halbschalenbauweise. Der Flügel bestand aus drei Teilen. Das Seitenleitwerk befand sich an zwei Endscheiben rechts und links des Höhenleitwerks. Das Heckradfahrwerk war vollständig einziehbar, die Haupträder fuhren dabei in die Triebwerksgondeln ein. An den Triebwerken befanden sich je ein verstellbarer Zweiblatt-Propeller vom Typ WISch-IIIW, Serie 2.

## Technische Daten
| Kenngröße             | Daten                                                          |
| --------------------- | -------------------------------------------------------------- |
| Baujahr(e)            | 1947–1949                                                      |
| Hersteller            | Werk Nr. 381 Moskau                                            |
| Konstrukteur(e):      | Pawel Suchoi                                                   |
| Besatzung             | 4 (Lehrer / Schüler / Navigator / Bordschütze)                 |
| Spannweite            | 18,86 m                                                        |
| Länge                 | 13,98 m                                                        |
| Höhe                  | 4,70 m                                                         |
| Flügelfläche          | 48,8 m²                                                        |
| Leermasse             | 5386 kg                                                        |
| Startmasse            | 6546 kg                                                        |
| Triebwerk(e)          | zwei luftgekühlte Siebenzylinder-Sternmotoren Schwezow ASch-21 |
| Nominalleistung       | je 420 kW (571 PS)                                             |
| Startleistung         | je 515 kW (700 PS)                                             |
| Höchstgeschwindigkeit | 380 km/h in 1900 m Höhe                                        |
| Landegeschwindigkeit  | 90 km/h                                                        |
| Steiggeschwindigkeit  | 6,3 m/s                                                        |
| Steigzeit             | 8 min auf 3000 m                                               |
| Gipfelhöhe            | 6000 m                                                         |
| Reichweite            | 950 km                                                         |
| Startrollstrecke      | 460 m                                                          |
| Landerollstrecke      | 375 m                                                          |
| Bewaffnung            | ein 12,7-mm-Maschinengewehr UBT                                |
| Bombenlast            | 200 bis 400 kg                                                 |